# 贺家山遗址
贺家山遗址，位于中国河北省唐山市罗屯镇贺家山村，为唐山市迁西县的一个省级文物保护单位，类型为古遗址，公布时间为2001年2月7日。
贺家山遗址的历史年代为商。